# Kanton Saint-Nom-la-Bretèche
Kanton Saint-Nom-la-Bretèche (fr. Canton de Saint-Nom-la-Bretèche) je francouzský kanton v departementu Yvelines v regionu Île-de-France. Skládá se z osmi obcí.

## Obce kantonu
- Bailly
- Chavenay
- L'Étang-la-Ville
- Feucherolles
- Noisy-le-Roi
- Rennemoulin
- Saint-Nom-la-Bretèche
- Villepreux